# Papacha

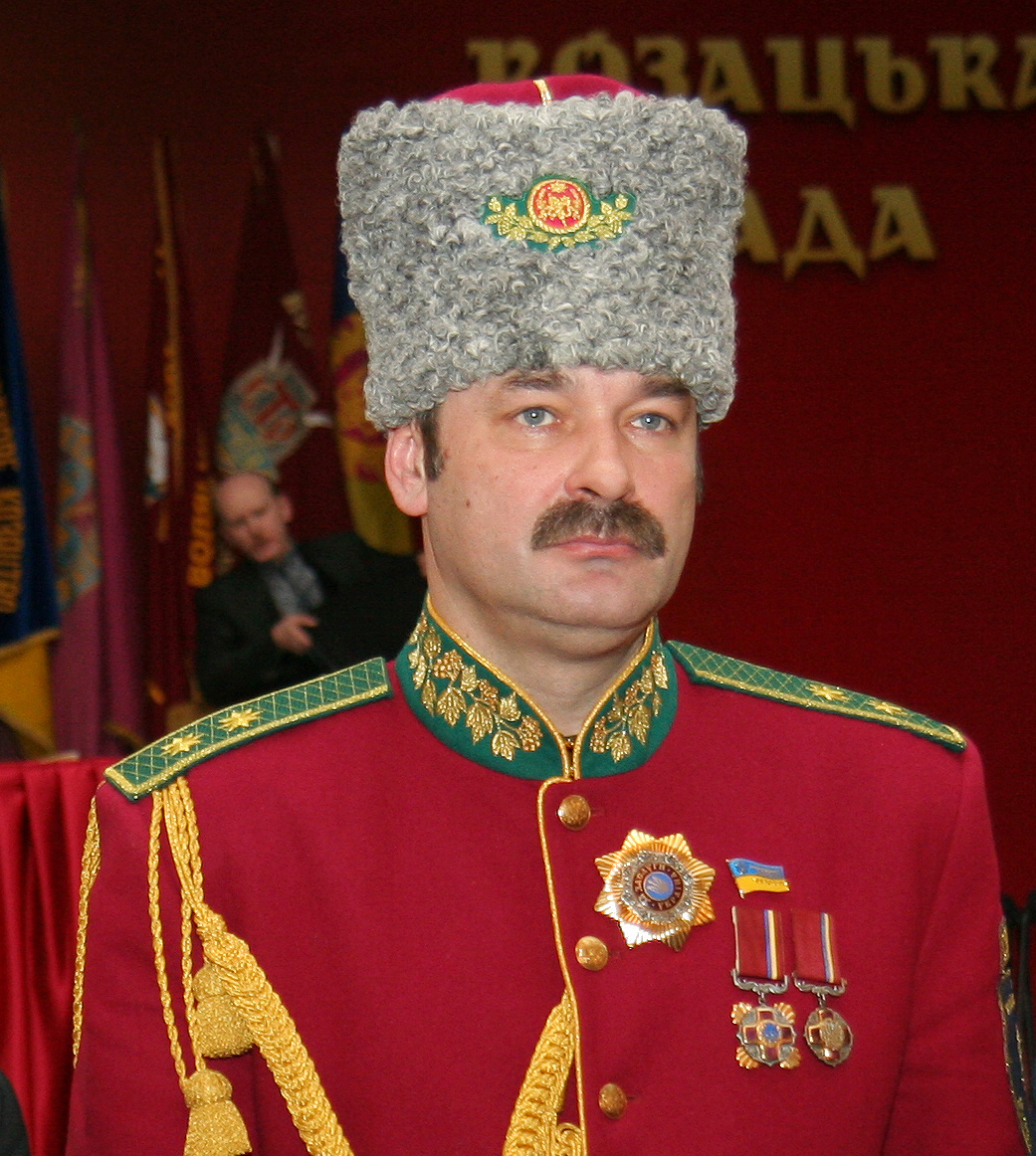
Militärische Papacha aus naturfarbenem, sogenanntem Halbpersianer-Fell (auch Bessarabisch-Lamm)

Die Papacha, Mehrzahl Papachi (russisch und ukrainisch папа́ха=papácha; georgisch ფაფახი pʰɑpʰɑxi=papachi – hier Singular, der georgische Plural heißt papachni; aserbaidschanisch papaq; adygeisch паӏо=pa'o; turkmenisch papaha; tschetschenisch холхазан куй=cholchasan kui) ist eine traditionelle und bis heute weitverbreitete kaukasische Kopfbedeckung für Männer und Jungen, die darüber hinaus auch in einigen Teilen Mittelasiens, Vorderasiens und bei den russisch-ukrainischen Kosaken traditionell ist. Sie ist auch ein bekannter Teil der Männertracht der Turkmenen, Karakalpaken, Krimtataren und Nogaier in westlichen Teilen der eurasischen Steppen.
Der Ursprung des Namens dürfte in Turksprachen, wie Aserbaidschanisch und Turkmenisch liegen, wo papaha und papaq einfach nur ‚Hut‘ bedeuten.
In der kaiserlich-russischen und sowjetischen Armee wurde die Papacha als Winter-Kopfbedeckung für Dienstränge ab Oberst ein repräsentativer Uniformbestandteil in den Streitkräften. Zwischenzeitlich ab dem Jahre 1994 in den Russischen Streitkräften nicht mehr verwendet, wurde sie jedoch zum Winter 2005 wieder eingeführt.
Im Deutschen wird sie manchmal ungenau als Kosakenmütze oder Kaukasische Mütze bezeichnet.
In Russland wurde historisch auch eine verkürzte Form der Papacha namens Kubanka getragen.

## Stoff, Form und Funktion

Der georgische Dichter Wascha-Pschawela um 1905 mit Langhaar-Papacha.

Die Papacha wird aus Fellen des Hausschafes, seltener der Hausziege regional verbreiteter Rassen genäht. Je nach Rasse kann sie aus Fellen mit Kurzhaarwolle (z. B. Fettschwanzschaf) oder mit Langhaarwolle (z. B. Kaukasisches Wollschaf, Angoraziege, seltener Kaschmirziege) bestehen.
Als besonders edles Material gilt der Persianer, das Fell des Karakullamms.
Papachi sind entsprechend den Schaf- oder Lammfellfarben hauptsächlich schwarz oder weiß, seltener grau-silbrig oder braun.
Andere Pelzarten werden nur sehr selten verwendet.

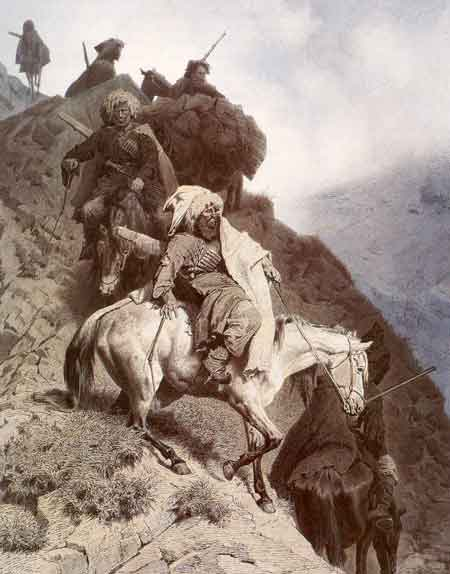
Nordkaukasier mit Papacha und Kapuzenumhang im 19. Jahrhundert.

Meist ist eine Papacha zylinderförmig, manchmal ist der obere Rand quer, flach zusammengenäht, oder aber kegelstumpfförmig, wobei die Oberseite ebenfalls aus Fell besteht. Öfter ist der Deckel auch aus anderen Materialien, wie Filz, Baumwolle usw. gearbeitet.
Wesentlich seltener sind halbkugelähnliche Formen, die meist aus Langhaarfellen genäht werden.
Viele Langhaar-Papachi (tschetschenisch mangal kui genannt) haben allerdings ebenfalls eine zylindrische Grundform.
Die Papacha bietet nicht nur in den kalten Gebirgsgegenden einen guten Kälteschutz, sie schützt sogar im Sommer vor einem Hitzestau.
Die Ohren bleiben jedoch weitgehend ungeschützt, auch ist sie nicht sehr windfest.
Bei starker Kälte oder starkem Wind wurde deshalb in einigen Regionen Kaukasiens ein Kapuzenumhang (Baschlik) aus Leder oder aus nach innen gedrehtem Fell darüber gelegt, dessen lange Enden wie ein Schal getragen oder um die Papacha gebunden werden können.
Die Papacha sollte nicht mit den Pelzmützen umliegender Großregionen verwechselt werden.
In den nördlichen Waldgebieten trugen die Menschen, z. B. die Tataren oder die Bewohner des Zarentums Russland oder Polen-Litauens, traditionell eher größere oder höhere Mützen aus Zobelfell, Nerzfell und anderen Wildtierpelzen, nicht aus Schaf- oder Ziegenfell.
Diese werden nicht als Papacha bezeichnet, sondern haben andere Namen, in Russland zum Beispiel Bojarenmütze oder der chassidische Schtreimel.
Auch die Karakulmütze, die vor allem in Pakistan und Afghanistan oft in Schiffchen-Form getragen wird, ist keine Papacha.
Sie definiert sich durch die Fellart, nicht durch Form oder Tradition.

## Verbreitung
Die Papacha ist heute eine typisch kaukasische und kosakische Kopfbedeckung und ist Teil der traditionellen Männertracht der Völker Nordkaukasiens (Tscherkessen, Osseten, Tschetschenen, Awaren u. v. a.), der meisten Regionen Georgiens und Aserbaidschans, auch vieler Bewohner des Kleinen Kaukasus. Sie ist bis nach Ostanatolien, Iranisch-Aserbaidschan und in einigen weiteren Gebirgsregionen Anatoliens und des Iran verbreitet. Im 19. Jahrhundert trugen unter der Dynastie der Kadscharen auch viele Angehörige der persischen Oberschicht Papachi aus Persianerfell. Auch im Osmanischen Reich und der nachfolgenden Türkei waren Papachi besonders unter reformwilligen Politikern und in Teilen der Bevölkerung Ende des 19./ Anfang des 20. Jahrhunderts beliebt. In Georgien werden sie noch in nordostgeorgischen Gebirgsregionen (Pschawi, Chewsuretien, Mtiuleti, Tuschetien) allgemein getragen, in nordwestlichen Regionen (Swanetien, Mingrelien, Abchasien) sind daneben andere Kopfbedeckungen traditionell in Gebrauch. Mit der Expansion der Kosaken im 16.–19. Jahrhundert besonders nach Süd-Sibirien und in den Fernen Osten (Primorje-Gebiet am Amur und Ussuri) verbreiteten sich Papachi auch in diese Regionen.
Obwohl einige Völker, wie die Tscherkessen, Georgier, Aserbaidschaner, Turkmenen (hier neben „Papaha“ auch Telpek genannt) und Kosaken die Papacha als Teil ihrer Nationaltracht empfinden, sind Papachi tatsächlich nicht nur an einzelne Völker oder Religionsgemeinschaften gebunden.

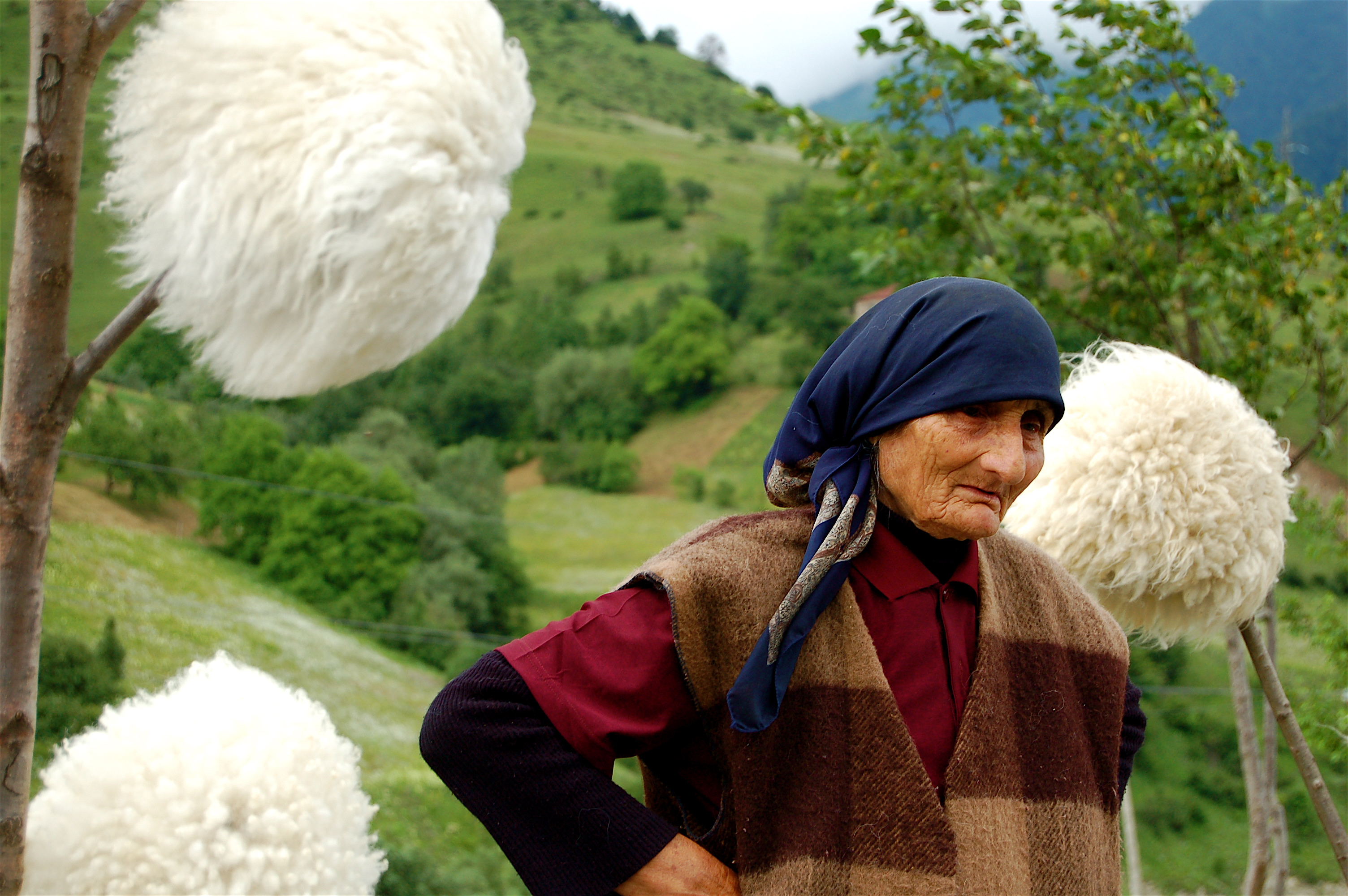
Trocknende Papachni in Nordost-Georgien

Typisch nordkaukasisch, georgisch und kosakisch ist eine Kombination aus Weichleder-Stiefeln, Papacha und Tschocha (bei den Kosaken „tscherkeska“ genannt), einem traditionellen Filzmantel, der seit der Einführung des Schießpulvers (in dieser Region etwa Anfang des 17. Jahrhunderts) um kleine Brusttaschen für Pulverladungen, später für Patronen ergänzt wurde. Bei Kälte wurde darüber ein zweiter Mantel aus Schaffell angezogen, die Burka, georgisch ნაბადი „nabadi“. Die Kombination aus weichen Stiefeln, Papacha, Baschlik, Tschocha und Burka ist bei sehr wechselhaften Witterungsverhältnissen und auch bei häufigen kriegerischen Auseinandersetzungen sehr zweckmäßig und setzte sich deshalb unter Georgiern, Nordkaukasiern und Kosaken allgemein durch.

## Geschichte
Pelzmützen als Kälteschutz haben eine lange Tradition. Russische, kaukasische und persische Abbildungen des Mittelalters bis in das 16. bis 18. Jahrhundert zeigen oft sehr hohe, Wohlhabenheit andeutende Pelzmützen und andere hutähnliche Formen aus nach innen gedrehtem Pelz mit Krempe, die im 19. Jahrhundert seltener werden. Die historischen hohen Kopfbedeckungen des russischen Adels, die bis zu den Reformen Peters des Großen verbreitet waren, werden deutsch oft Röhrenmütze oder Bojarenmütze genannt. In Mittelasien, der Türkei und einigen türkisch beherrschten Balkanländern hießen sie Kalpak. Auf Kalpak, die später auch in anderen europäischen Armeen eingeführte Fellmütze, ist die Bezeichnung Kolpag bei den ungarischen Husaren zurückzuführen. Im 18. und 19. Jahrhundert wurde die vorher größere Kalpak der Türkei der kaukasischen Papacha zunehmend ähnlicher.
Auch wenn kalpak ursprünglich eine hohe Mütze bezeichnete und papacha allgemein eine Kopfbedeckung, wurden die beiden ursprünglich turksprachigen Namen zunehmend synonym in verschiedenen Sprachen gebraucht. Der Name des mittelasiatischen Volkes der Karakalpaken bedeutet ‚Schwarzkalpaken‘. In der Türkei heißt die Mütze eher kalpak, nur in Ostanatolien ist der Name papacha verbreitet. Der Name des ostanatolischen Turkmenenstammes der Karapapaken bedeutet ‚Schwarzpapachen‘.
Die mystische Strömung im Islam, der Sufismus (Derwische), unterteilt sich in viele verschiedene Schulen, die manchmal an den charakteristischen Kopfbedeckungen zu erkennen sind. Bekannt sind im Westen die Mevlevi-Sufis für ihre sehr hohe Filzmütze. Auch die osteuropäisch-jüdischen Mystiker, die Chassidim, unterteilen sich in verschiedene Schulen, die auch verschiedene Mützen tragen. Neben dem erwähnten Schtreimel tragen einige Schulen auch den höheren Spodik, der generell schwarz ist und der Papacha ähnelt, andere den ebenfalls höheren Kolpik, der immer braun-schwarz ist und seinen Namen von der mittelasiatischen Kalpak hat. Wie erwähnt, bestehen diese aber ebenso wie Bojarenmützen nicht aus Schaf- oder Ziegenfell, sie sind den Papachi nur ähnlich.
Der Papacha ähnliche Mützen aus Schaf- und Ziegenpelz gab es auch in Südosteuropa (Balkan), sie waren hier im Unterschied zu Kaukasien und angrenzenden Regionen vorwiegend auf viehzüchtende Nomaden und auf Hirten beschränkt, die viele Schafe und Ziegen besaßen. Bauern, Stadtbewohner, Adelige und Beamte trugen in osmanischer Zeit seltener Schaf- oder Ziegenpelzmützen (eher den Turban oder den Fes und andere Mützen). Dagegen war die Papacha in Kaukasien verbreitet. Dies hat soziale Ursachen, in Südosteuropa (wie auch in Südeuropa) bildeten hauptberufliche Schaf- und Ziegenzüchter einen eigenen Berufsstand. In Teilen des Balkans gehörten sie meist zur romanischsprachigen Minderheit der Walachen. Demgegenüber waren die Menschen in Hochgebirgen Europas und Asiens traditionell Halbnomaden beziehungsweise lebten in Transhumanz, das heißt die Mehrheit der Bevölkerung kaukasischer Gebirgsdörfer zogen bis zum Verbot der Tradition in sowjetischer Zeit mit den Tieren im Winter auf Winterweiden im Flachland. Bauern und Hirten waren also keine getrennten Gruppen, sondern kamen aus denselben Familien. Fellmützen waren deshalb in Kaukasien allgemeiner verbreitet, während sie auf dem Balkan, in Anatolien und Persien eher von Hirten und Nomaden, seltener von Bauern oder anderen getragen wurden.
Erst im 19. und 20. Jahrhundert wurde die Papacha zuerst in der russischen Armee, dann auch in der osmanischen und persischen ein Teil der Uniform einzelner Armeeeinheiten und hoher Offiziere. Auch wurde sie in dieser Zeit im zivilen Leben Mode und wurde selbst in der Oberschicht bis hin zu den Herrschern häufig getragen.
Die Kosaken übernahmen im Laufe ihrer Geschichte erst allmählich einen Kleidungsstil, der dem der Kaukasier und einiger Steppennomaden ähnelt oder gleicht. Die beiden frühesten regionalen Gruppierungen, die Saporoger Kosaken, die ukrainische Dialekte sprechen, und die russischen Dialekt sprechenden Donkosaken entstanden seit dem 14. Jahrhundert aus entlaufenen Leibeigenen. Zu ihnen gesellten sich immer wieder einzelne Steppennomaden und andere Nachbarn. Obwohl diese Kosaken oft in gegenseitige kriegerische Scharmützel, Raubüberfälle und Vergeltungskriege mit ihren Nachbarn, den Polen, Krimtataren, Osmanen, Nogaiern und Tscherkessen verwickelt waren, gab es dabei wechselnde Koalitionen und immer wieder benachbarte Stämme, die sich den Kosaken anschlossen (zum Beispiel Tuhaj Bej) und Kosaken, die sich mit ihren Nachbarn zusammentaten (beispielsweise den Pylyp Orlyk). Spätere kosakische Siedlungsgebiete („Kosakenheere“) entstanden meist aus Donkosaken, nur die Kuban- und Asowkosaken aus den Saporoger Kosaken. An der Bildung der nordostkaukasischen Terekkosaken waren viele Nordkaukasier beteiligt, oft Osseten. Dadurch ähnelte die Kosakentracht zunehmend der kaukasischen und steppennomadischen.
Im 19. Jahrhundert wurden Papacha und Tschocha (auch Baschlik und Burka) bei den kaukasischen Kosaken zur vorgeschriebenen Uniform.
Sie wurde auch von einigen regulären berittenen Kosakendivisionen innerhalb der russischen Armee getragen, außerhalb der Kavallerie war sie nur höchsten Generälen vorbehalten.
Im Zweiten Weltkrieg wurde diese Uniformordnung auch in der Sowjetarmee wieder eingeführt, allerdings umfasste sie nicht mehr so viele Kosakeneinheiten. Dadurch angeregt wurde nicht nur die Papacha, sondern die gesamte, aus Georgien und Nordkaukasien stammende Uniform aus Papacha und Tschocha, in der russischen Zivilbevölkerung und auch über Russlands Grenzen hinaus beliebt. Die Uniformen der Persischen Kosakenbrigade und der kurdisch-türkischen paramilitärischen Hamidiye-Miliz ahmten die Uniform der kaukasischen Kosaken nach, obwohl die Gasiren genannten Brusttaschen für Schießpulverladungen in der zweiten Hälfte des 19. Jahrhunderts durch die Weiterentwicklung der Schusswaffentechnik ihre militärische Funktion verloren hatten und nur noch als Schmuck dienten.
Die persischen Kosaken waren trotz ihres Namens meist keine russisch-ukrainischen Kosaken, sondern Einheimische, die sich an den Kosakeneinheiten Russlands orientierten.

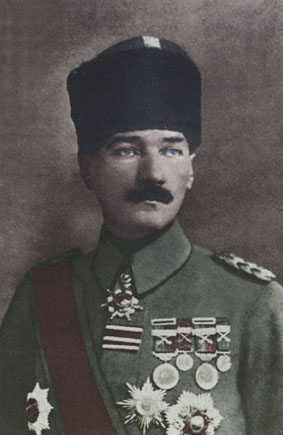
Atatürk 1918 mit Kalpak oder Papacha, die er 1925 mit dem Hutgesetz verbot.

Im Laufe des 20. Jahrhunderts wurde die Papacha seltener. In der Türkei wurde sie vom Staatsgründer Atatürk zusammen mit anderen traditionellen Kopfbedeckungen durch das Hutgesetz 1925 verboten.
Das Gesetz gilt bis heute, es wird jedoch nicht mehr so strikt durchgesetzt, trotzdem ist die Papacha oder Kalpak in der Türkei nur sehr selten zu sehen.

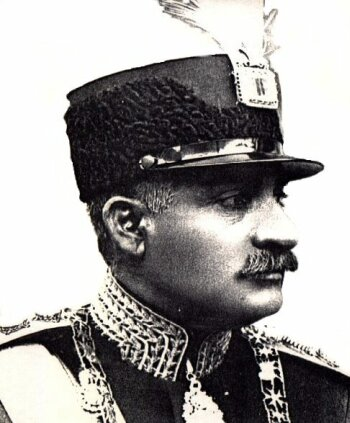
Reza Schah Pahlavi mit Pahlavi-Mütze.

In Persien, seit 1935 offiziell Iran, ist sie in eher ländlichen nordwestlichen Gebirgsregionen noch teilweise in Gebrauch. Der 1925 zum Schah ausgerufene Reza Schah Pahlavi zeigte sich lange Zeit ebenfalls mit der Papacha, später bevorzugte er eine Mischung aus Papacha, Schirmmütze und Zylinder, die Pahlavi-Mütze (persisch کلاه پهلوی/ kalāh pahlavi oder kolāh pahlavi) genannt wurde. Sie wurde 1928 durch eine Verordnung zur vorgeschriebenen Kopfbedeckung für alle Parlamentsabgeordneten, Minister und hohen Beamten. Im Jahr darauf wurde sie darüber hinaus per Gesetz zur vorgeschriebenen Kopfbedeckung für alle Angestellten im Staatsdienst (außer schiitischen Geistlichen, die weiter den Turban trugen) und alle Schüler und Studenten an staatlichen Schulen und Hochschulen. Rezas Sohn und Nachfolger Mohammed Reza Schah schaffte die Verordnung und das Gesetz wieder ab, heute trägt sie dort niemand mehr.
In der Zeit der Sowjetunion wurde die Papacha unter Kosaken selten. Weil die meisten Kosaken im Russischen Bürgerkrieg auf Seite der Weißen Armee gegen die Bolschewiki gekämpft hatten, wurde den Kosaken in der Sowjetzeit der Status eines eigenen Volkes aberkannt, sie galten jetzt als Russen oder Ukrainer. Einige von ihnen wurden verbannt, verfolgt oder weggesiedelt, dafür wurden Russen und Ukrainer in den Kosakengebieten angesiedelt, ihre Traditionen galten als „konterrevolutionär“. Die Verfolgungen ließen mit dem Zweiten Weltkrieg nach, als zwar eine Minderheit mit der deutschen Wehrmacht und SS kollaborierte, die Mehrheit hingegen loyal in der Roten Armee kämpfte. Die meisten militärischen Kosakenverbände und Traditionsvereine entstanden jedoch erst nach dem Untergang der Sowjetunion neu. Heute trägt man die Kosakenuniform häufig wieder zu festlichen und militärischen Anlässen.
Sprachen und Kulturen der kaukasischen Völker wurden dagegen von der sowjetischen Nationalitätenpolitik seit der Phase der Korenisazija stärker gefördert, weshalb die Papacha in den Ländern Kaukasiens heute noch am häufigsten zu sehen ist. Sie wird zwar nicht mehr so allgemein getragen wie noch vor hundert Jahren, ist aber in ländlichen Gebirgsgegenden, bei älteren Menschen oder als Teil der bewusst getragenen Nationaltracht noch oft zu sehen.
Vom 19. Jahrhundert bis zur ersten Hälfte des 20. Jahrhunderts war die Papacha auch in der Zivilbevölkerung Russlands bzw. der Sowjetunion beliebt. Ab 1940 führte dagegen erst die Sowjetarmee und dann auch die Miliz, d. h. die Polizei, die praktischere Uschanka mit Ohrenklappen (deutsch oft „Schapka“ genannt, was russisch aber einfach nur „Mütze“ heißt) flächendeckend als winterliche Kopfbedeckung ein, die sich dadurch auch in der Bevölkerung verbreitete. Seit dem Zweiten Weltkrieg wurde die Papacha außerhalb Kaukasiens und der Kosakenverbände weitgehend von der Uschanka verdrängt.